# Raymund Lohausen
Raymund Lohausen  (* 16. April 1897 in Siegburg als Peter Lohausen; † 30. Januar 1948 in Augsburg) war ein deutscher römisch-katholischer Geistlicher, Zisterzienser, Widerstandskämpfer und Opfer des Nationalsozialismus.

## Leben und Werk
Peter Lohausen besuchte von 1912 bis 1916 die 1910 gegründete Oblatenschule der Zisterzienserabtei Marienstatt und war anschließend Soldat im Ersten Weltkrieg. Er trat nach Kriegsende in die Abtei ein, nahm den Ordensnamen Raymund an, legte 1923 die ewige Profess ab und wurde 1924 zum Priester geweiht.
Von 1933 bis 1934 leitete er die Oblatenschule, an der er selbst Schüler gewesen war. Da er unter den Folgen einer schweren Kriegsverwundung litt, wurde ihm erlaubt, in Siegburg bei seinen Eltern zu wohnen und in der Pfarrei St. Anno seelsorgerische Aufgaben zu übernehmen. Dort traf er auf Kaplan Leo Wolfen, der ihm den Widerstand gegen das NS-Regime vorlebte. Wolfen wurde im März 1937 verhaftet und Lohausen wurde 1938 sein Nachfolger.
Wegen seiner regimekritischen Predigten und seiner sehr erfolgreichen Jugendarbeit, in der er mittels Briefen bis in Arbeitslager hinein wirkte (was verboten war) nahm die Gestapo ihn am 6. Januar 1943 im Haus seiner Eltern fest. Er wurde zunächst im Kölner Gefängnis Klingelpütz inhaftiert und wurde im Juni 1943 in den Pfarrerblock des Konzentrationslagers Dachau deportiert.
Am 29. April 1945 konnte er sich auf einem der sogenannten Todesmärsche in den Ötztaler Alpen durch Flucht retten. Er starb 1948 den Folgen der Lagerhaft. Das Erzbistum Köln und die Abtei Marienstatt gedenken seiner als Märtyrer. Er ist im Deutschen Martyrologium des 20. Jahrhunderts verzeichnet.
Seit April 2016 erinnert eine Gedenktafel an seinem Elternhaus Kaiserstraße 117 in Siegburg an sein Wirken. Bei der Enthüllung waren unter zahlreiche gebürtige Siegburger zugegen, darunter Staatssekretär Jürgen Becker, der Historiker Ralf Forsbach, Wolfgang Overath und der Ex-Boxer Hein Mück (Boxer).